# Onze-Lieve-Vrouw-Onbevlekt-Ontvangenkerk (Den Helder)
De Onze-Lieve-Vrouw-Onbevlekt-Ontvangenkerk is een rooms-katholiek kerkgebouw in Den Helder, dat niet meer voor de eredienst gebruikt wordt. De kerk staat in de Visbuurt en is beeldbepalend voor de Nieuwstraat, die recht op de kerk toeloopt en zo een zichtas vormt. Het adres is Jan in 't Veltstraat 94.

## Bouw
De Onze-Lieve-Vrouw-Onbevlekt-Ontvangenkerk is oorspronkelijk gebouwd als bijkerk voor de Petrus-en-Pauluskerk in de binnenstad, met de bedoeling de kerk uit te kunnen breiden tot hoofdkerk van een nieuw te vormen parochie. De nieuwbouw in 1876 was dan ook klein, maar werd zo uitgevoerd dat het gebouw zou kunnen worden vergroot tot een kruisbasiliek. Het ontwerp met lage zijbeuken en een rechte koorsluiting is van de bekende architect Theo Asseler. Het gebouw heeft zowel neogotische als neoromaanse trekken en is wat dat betreft typisch voor de 19e-eeuwse kerkarchitectuur in Nederland vóór Pierre Cuypers, die net in de tijd van de bouw zijn meer stijlvaste kerken in Amsterdam en Alkmaar zou bouwen. 
In de 19e eeuw werd de kerk druk bezocht door de katholieke Visbuurters. Men verwachtte dat stadsuitbreiding ten zuiden van de Visbuurt tot meer aanloop zou leiden, zodat de uitbreidingsplannen actueel bleven. In 1884 werd er een dakruiter op de voorgevel geplaatst.

## Buiten gebruik
De verwachte groei bleef uit, zodat het gebouw zijn bescheiden vorm behield. Wel werd de Onze-Lieve-Vrouw-Onbevlekt-Ontvangenkerk in 1965 nog officieel ingewijd en zo van bijkerk tot parochiekerk gepromoveerd. Het zou een zwanenzang zijn: in 1989 werd bekendgemaakt dat de Onze-Lieve-Vrouw-Onbevlekt-Ontvangenkerk haar deuren zou sluiten. De ontkerkelijking en de bouw van nieuwe kerken in de moderne woonwijken buiten de binnenstad hadden de kerk overbodig gemaakt. In 1990 werd de laatste mis gehouden. Daarna is het gebouw verkocht en bleef de Petrus-en-Pauluskerk als enige katholieke kerk in gebruik binnen de linie van de Helderse binnenstad.
De kerk is op 16 december 1990 aangewezen als gemeentelijk monument. De naastgelegen pastorie op nummer 92 is door de gemeente aangemerkt als beeldbepalend, maar niet als monument. Dit pand, in een heel andere bouwstijl, is in 1918 bijgebouwd naar een ontwerp van R.N. van Os
De kerk is gebruikt als atelier en werkplaats, maar een woonbestemming is mogelijk. De oppervlakte is ongeveer 600 m² en het pand staat op een perceel van 689 m².